# Franco de Vita
Franco Atilio de Vita de Vito (Caracas, 23 de enero de 1954) es un cantautor y músico venezolano. Su trayectoria artística ha sido reconocida con varios premios, entre los que destacan dos Grammy Latino al mejor álbum vocal pop masculino y mejor video musical versión larga, obtenidos en 2011 con su álbum En primera fila. Fue galardonado con el Premios Billboard de la música latina Salón de la fama 2014. Este reconocimiento está reservado para aquellos artistas que han logrado gran reconocimiento mundial por su trayectoria musical, trascendiendo fronteras de géneros e idiomas. También ha sido reconocido por el Congreso de los Estados Unidos por llevar en alto el nombre de su país y ser uno de los artistas latinos más influyentes de todos los tiempos. 
De Vita fue recibido en el Capitolio de Washington por los congresistas Ileana Ros-Lehtinen, Mario Díaz-Balart y Carlos Curbelo quienes entregaron al artista la bandera de Estados Unidos que fue izada en el Congreso en su nombre en junio de 2015. Igualmente en ese mismo mes el equipo de béisbol de las grandes ligas los Marlins de Miami homenajearon al cantante venezolano al entregarle una camisa del equipo con el número 13 y le dieron la oportunidad de hacer el lanzamiento previo al encuentro que disputaron ante los Yanquis de Nueva York en el Marlins Park en ese mismo año.
Además de su trabajo en solitario, De Vita también ha compuesto temas para Chayanne ( «Y tú te vas», «Un siglo sin ti» y «Contra vientos y mareas»), Ana Belén («Un extraño en mi bañera»), Carlos Mata («Amor a solas»), Rocío Jurado («Inmenso»), Ricky Martin («A medio vivir», «Vuelve» y «Tal vez»), Pandora (« Ni tú ni yo»), Luis Fonsi («No te cambio por ninguna»), entre otros.
Desde la década de los ochenta, ha conservado su impecable voz y la imagen; grabando quince producciones discográficas. Con sus dos últimos discos en vivo ha ampliado su popularidad y reafirmado su calidad artística. Es uno de los artistas venezolanos más exitosos y con más discos vendidos, estima que ha vendido veinte millones de discos y realizado más de 1600 conciertos en dieciocho países distintos y sus canciones se han traducido a más de doce idiomas diferentes.

## Biografía

### 1954-1981: Inicios
Nació el 23 de enero de 1954 en la parroquia de la Candelaria de la ciudad de Caracas, Venezuela. Hijo de Ferdinando De Vita (dueño de una tintorería) y Rosa De Vito, inmigrantes italianos. Tiene tres hermanos: Bartolomé, Ana y Fernando. A los tres años de edad se marchó con su madre a vivir a Italia. Allí transcurre su niñez donde descubrió su gusto por la música. Añoraba participar en los festivales infantiles que se desarrollaban en ese país. Un pequeño Franco de Vita veía en la televisión Zecchino d'Oro, el festival de música para niños más célebre de Italia, y anhelaba participar.

En Italia vivimos en un pequeño pueblo, donde no había clases sociales, todos éramos iguales. Los amigos jugábamos todo el día en la calle. Viví una infancia completamente feliz. Mi madre es amor incondicional puro, lo hizo todo para que la ausencia de mi padre no se sintiera, pero era evidente que algo me hacía falta. Lo volví a ver con el tiempo, pero ya no era parte de mi.
Franco De Vita

A los 13 años, regresa a Caracas y vive en La Candelaria, zona que albergaba inmigrantes españoles e italianos. Su primer instrumento fue la guitarra que su hermano había comprado en España en su viaje de regreso en barco desde Italia. Su primo le enseñó los primeros acordes. 
A los 18 años emigra a la ciudad de Nueva York, Estados Unidos a pesar de la férrea oposición de su padre "A conocer y a vivir"
Igualmente se interesa por la movida cultural en el arte, el teatro y el canto que comienza a desarrollarse a finales de los sesenta con Levy Rossell y Arte de Venezuela, donde conoce a Guillermo Dávila y Carlos Mata.
Su carrera musical se inicia con el grupo Corpus, con el que anima fiestas y locales públicos de la ciudad durante ocho años: Bautizos, matrimonios, y cumpleaños al ritmo de salsa, merengue y pasodobles, por lo que temas tan tropicales y rítmicos (como "traigo una pena") no le son ajenos del todo. 

Noté que estábamos cultivándonos como músicos, en las fiestas, cumpliendo un ciclo. Colina tocó en el metro de Londres, Ilan fue pianista de la Boite del tamanaco. Ese es el gran peaje, la propia escuela.
Franco De Vita comentó en un franco diálogo con Néstor Francia.

En una ocasión contó como empezó en el difícil mundo de la música: 

En un momento tuve que formar otro grupo que se llamó Corpus. Tocábamos en bailes, interpretábamos merengue, pasodoble. Ya era una cuestión de trabajo. Al principio lo llevamos muy mal porque teníamos que hacer música a la que no estábamos acostumbrados. Pero fue muy enriquecedor. Por ejemplo, yo no quería nada con la salsa y, ... es súper interesante. Cómo esa gente podía cantar eso, imagínate, y yo italiano y rockero... pues tenía que cantar y tocar. 

Era necesario moverse, conseguir más fiestas, buscar trabajos, todos los que pudiesen aparecer. Nos compramos un camión para guardar nuestros equipos, funcionábamos como una cooperativa. Todo el mundo invertía. Parecía que el negocio de tocar música latina en XV años y matrimonios estaban marchando sobre ruedas. Es decir, aunque sea se estaba convirtiendo en eso, un negocio. Hasta que un día nos abrieron el camión y nos robaron todo. Honestamente fue lo peor que nos ocurrió.
Franco De Vita

Y entonces, otra vez a empezar de cero Franco aplicó para estudiar arquitectura en la Universidad Central de Venezuela pero no quedó seleccionado. Así que se fue por una carrera un tanto diferente. Técnico Superior en Turismo. 

Pero no me gradué, al final lo dejé cuando me di cuenta de que lo en realidad era aquella carrera... hacer folleticos para hoteles o trabajar de recepcionista. No, yo sabía que eso no era para mí.
Franco De Vita

Lo de él era hacer música, estar en un grupo, tocar sobre una tarima, frente al público. Pero no sería con el grupo Corpus, que se desintegraría y Franco, junto con dos de sus antiguos integrantes, más la adición de un par de guitarristas, forman Icaro. 
Franco compra a crédito su primer piano a los 22 años porque el órgano que tenía ya no le satisfacía musicalmente también estudia solfeo en la escuela Lino Gallardo , pero su necesidad de vivir la emoción del escenario lo cautivan, más allá que las áridas clases de solfeo.

### 1982-1983: Primeros grupos
Su carrera profesional se inicia con el grupo Corpus, una banda que abarcaba una gran variedad de estilos desde el rock a la salsa y que era contratada para actuar en fiestas y locales públicos de la ciudad. En 1982 formó su propia banda denominada "Icaro", con el que, en 1983, graba un disco muy artesanal de la mano de Isaías Urbina dentro del estilo pop-rock del que es autor de todos los temas. Las canciones y el estilo de este disco que tuvieron cierta exposición radial presagian la madurez que posteriormente alcanzaría el músico.

### Carrera discográfica como solista

#### 1984-1990: Primer álbum,Fantasía,Al norte del suryExtranjero
En 1984 lanzó su álbum debut de estudio homónimo en solitario titulado Franco De Vita, el sello disquero Sonográfica decidió armar una banda de músicos entre los que destacan Álvaro Falcón (guitarra), Benjamín Brea (saxo) y Nené Quintero en la percusión;  bajo la producción y arreglos del experimentado músico colombiano radicado en Venezuela, Álvaro Serrano Calderón. De Vita logró el reconocimiento de disco de oro y platino por la venta de más de 550 000 unidades. En el disco se destacaron temas como «Un buen perdedor», «No hay cielo», «Somos tres», «Ahora» y «Como apartarte de mí». Para ese entonces el cantante acababa de cumplir 30 años.
Dos años más tarde lanzó su segundo disco como solista denominado Fantasía, en 1986, donde se apostó por un sonido donde los metales y las cuerdas cobran mayor protagonismo con temas de rock-pop como «Descúbreme», «Frívola» y «Como quedo yo». En este disco se encuentra el tema «Solo importas tú» que fue la canción de la telenovela La dama de rosa con la cual llevó su música y se dio a conocer en
Chile, Ecuador, Perú, Colombia, Panamá, Guatemala y Argentina.
Poco después, el artista grabó con Frankie Valli una canción llamada "Sólo Palabras".Las ventas de este disco alcanzaron más de 650 000 copias, logrando certificación de platino y oro. Durante este mismo año, Franco de Vita conoce a César Pulido, hoy presidente de Alegría Corp., quien se había desempeñado en cargos como presidente del Poliedro de Caracas, director de mercadeo de Universal Music Latin América, vicepresidente de Rodven Music Latin América y productor ejecutivo en giras internacionales de artistas como Donna Summer, Mecano, Ricky Martin, Juan Luis Guerra y Guaco. Desde ese entonces César se convertiría en su mánager y socio hasta la fecha.
También por esta época debuta como actor en una película venezolana que llevó el mismo nombre de una de sus canciones:
No hace falta decirlo dirigida por Alejandro Padrón y protagonizada con Elba Escobar, Julio Alcázar y Héctor Mayerston. En la película Franco de Vita hace el papel de un músico que se dedica a la composición que de pronto se ve inmerso en una serie de situaciones que alcanzan en la trama a los protagonistas del film.
A finales de 1988 lanzó su tercer disco Al norte del sur, para esta ocasión se produjo alianza entre Sonografica y CBS para lanzar el producto a nivel internacional.
En este trabajo, el último del productor Álvaro Serrano Calderón, se observan arreglos muy elaborados con instrumentos de viento y cuerdas que dan a las canciones un carácter de modernidad con fusiones rítmicas que incluyen: el folklore, el jazz, el rock y lo latino.
El sencillo «Te amo» logró el segundo puesto del Billboard Hot Latin Tracks en 1989. Además, el disco contiene un tema homónimo en homenaje a Venezuela, grabado junto con el músico folclorista Simón Díaz. Esté disco logró vender más de un millón de copias, superando las ventas de sus dos trabajos anteriores. Respecto a la canción Louis el artista respondió en una entrevista que le fue realizada en México en el año de 1990: ¿Eres tú mismo el personaje de la canción? -"Sí ...esa canción es mi vida, aunque definitivamente yo nunca tuve un taxi y eso lo inventé para que rimara la canción, en cambio yo tuve que trabajar mucho tiempo en la tintorería de mi padre, lavando y planchando ropa...Entonces los sueños de Louis son los mismos de Franco De Vita. Desde que me acuerdo siempre tuve el deseo de ser cantante...Louis es un poco de lo que yo siempre quise ser y creo en general, toda la gente tiene algo de este personaje...
En 1989, decidió mudarse a España, específicamente a Madrid, en parte para alejarse de la agitada vida de estrella que llevaba en Venezuela y en parte para propulsar su carrera internacional, tanto en América como en Europa. Tal fue el gusto que agarró por dicha ciudad que desde ese año la haría su ciudad de residencia.
A finales de 1990, lanzó su cuarto álbum de estudio Extranjero, donde cierra el ciclo de discos producidos para Sonográfica. El álbum logra el tercer puesto del Billboard Latin Pop Albums. En este trabajo De Vita abandona la temática introspectiva del disco anterior y comienza a reflejar en sus canciones temas sociales y de denuncia. Los arreglos de coros de muchas voces están presentes en estas canciones, dando un carácter góspel a varios de los temas.
En 1991, el sencillo «No basta» se mantuvo en el puesto número uno del Billboard Hot Latin Tracks por cuatro semanas y ganó un MTV Video Music Awards como mejor video latino. Posteriormente este tema fue donado para la realización de diversas campañas a favor de la “no violencia” en diversos países del mundo, principalmente en los Estados Unidos y en toda América Latina. Este álbum bordeó el millón de unidades vendidas.

#### 1992-1996:En vivo marzo 16,Voces a mi alrededoryFuera de este mundo
El 16 de marzo de 1991, graba su primer álbum en vivo titulado En vivo marzo 16, en el Poliedro de Caracas y en el cual interpreta sus éxitos ante más de 20 000 personas. El álbum, con una excelente crítica y recepción comercial, logra vender más de millón y medio de copias en todo el mundo superando las ventas de álbumes anteriores.
El 16 de noviembre de 1993, lanzó su quinto álbum de estudio, Voces a mi alrededor y el segundo para el sello Sony que también publicó su anterior concierto en directo. El guitarrista y productor de los dos álbumes anteriores Álvaro Falcón abandona la banda y la producción queda en manos del propio compositor y Luis Romero.
Dentro de la lírica de este nuevo trabajo De Vita recurre a historias minimalistas como «Mi amigo Sebastián» y de denuncia social como «Los hijos de la oscuridad», un tema dedicado a la infancia abandonada. El disco abre con el tema «Que no muera la esperanza», con un ritmo cercano al rap que originalmente disfruto de cierta difusión y que fue versionado en 2013 en el disco Vuelve en primera fila  junto a los cantantes puertorriqueños Wisin y Yandel. El tema aboga por un mundo libre de guerras, violencia, corrupción, discriminación y donde la honestidad, la tolerancia y el amor permita dejar a nuestra descendencia un mundo mejor.
De Vita ha declarado que le resulta mucho más fácil componer la música, que las letras de sus canciones: «Musicalmente no tengo problemas, pero con las letras sí, las letras me dan dolor de cabeza; hay muchos temas a los cuales nunca les conseguí la letra». Este disco superó el medio millón de copias vendidas rompiendo la barrera ascendente de ventas que traía el músico a partir de su primer trabajo discográfico.
Luego de tres años, salió al mercado su siguiente disco titulado Fuera de este mundo, publicado el 23 de julio de 1996 y con una orientación netamente acústica. En este trabajo participa como guitarrista y productor Phil Palmer, un músico inglés que ha trabajado con innumerables cantantes y grupos anglosajones y artistas latinos de la talla de Alejandro Sanz, Eros Ramazzotti y Claudio Baglioni. El disco fue grabado y producido entre Madrid, Roma y Londres.
Este álbum supuso uno de los menos vendidos del artista y uno de los menos apreciados por el músico por la ausencia de la variedad rítmica y del carácter tropical y caribeño, que otorgaron a este producto, cierta monotonía conceptual. A propósito de este disco el artista confesó haber visto su carrera en peligro: «Si fracasas en dos discos puede ser tu fin…, con dos o tres resbalones te vas a la calle». A pesar de esto el álbum obtuvo por sus ventas certificado de disco de platino.
El nombre de Franco De Vita subió a los primeros lugares de las listas de éxitos de todo el mundo, como autor de «Vuelve», el tema que Ricky Martin inmortalizó en su álbum homónimo de 1998.

#### 1999-2004:Nada es igual,Segundas partes también son buenasyStop
El 6 de julio de 1999, el cantante regresa con el álbum Nada es igual donde logra una mezcla de ritmos que van de la bachata al reggae pasando por la salsa. La canción «Traigo una pena» con la colaboración de Gilberto Santa Rosa, Victor Manuelle y Cheo Feliciano alcanzó el sexto puesto del Billboard Hot Latin Songs.
El disco lo cierra un tema con fuerte acento folclórico, denominada «Lluvia» y cuya música y ritmo evocan al célebre músico venezolano Simón Díaz. “Gracias a Simón Díaz por todas las lecciones que me ha dado sobre música venezolana, por haberme ayudado con la canción, “Lluvia”, donde el 50% lo hizo él con su tema: “Tonada de luna llena”.
De Vita cierra su segunda etapa musical con la producción de su octavo álbum de estudio Segundas partes también son buenas, publicado el 19 de marzo de 2002 y grabado para el sello Universal Music Latino, luego de su salida momentánea de Sony Music. El álbum logra el puesto trece del Billboard Latin Pop Albums y el veintinueve del Billboard Top Latin Albums.
Para el siguiente trabajo discográfico Stop, lanzado el 4 de mayo de 2004, el artista regresa con Sony Records y a un álbum de canciones inéditas cinco años después. Evan C. Gutiérrez del sitio web Allmusic consideró al álbum como un trabajo conceptual donde: «la fuerza creativa del cantautor y su individualismo artístico brillan con más claridad que nunca. El álbum presenta una extraña complejidad que se mezcla con arreglos musicales innovadores. El preciosismo de la armonía se une a un lirismo incisivo que hace que el público quiera acercarse a el artista». El álbum logró ocupar el segundo puesto del Billboard Latin Pop Albums y el séptimo del Billboard Top Latin Albums.
Este disco cuenta con la canción «Si la vés», a dúo con Sin Bandera, que logró ocupar el décimo puesto del Billboard Hot Latin Tracks. El segundo sencillo promocional fue el tema «Tú de que vas»  que fue utilizado como el tema principal de la telenovela mexicana de la cadena TV Azteca La otra mitad del sol (2005) y logró el primer puesto del Billboard Latin Pop Airplay. Como tercer sencillo del álbum se eligió el rítmico tema «Ay Dios» en una versión lanzada en 2004 a dúo con Olga Tañón y que aparece en la reedición del disco, Stop + algo más.
En esta producción musical De Vita lanza dos canciones donde recrea situaciones muy sensibles en cuanto a la actualidad contemporánea. «Un extraño en mi bañera» grabada por la cantante española Ana Belén en su disco Peces de ciudad de 2001 y que plantea el tema de las agresiones físicas de las que puede ser víctima la mujer por parte de su pareja. El otro tema es  «Rosa o clavel» referido a las relaciones de pareja independientemente del sexo que sean.
Este disco fue nominado a los Grammy Latinos como mejor álbum de pop vocal masculino. En México fue certificado como doble disco de platino y oro por la Asociación Mexicana de Productores de Fonogramas y Videogramas (AMPROFON), por la venta de 250 000 copias. El álbum recibió certificación de disco de platino por sus ventas en Centroamérica y además de vender 200 000 unidades en su natal Venezuela.

#### 2006-2008:Mil y una historiasySimplemente verdad

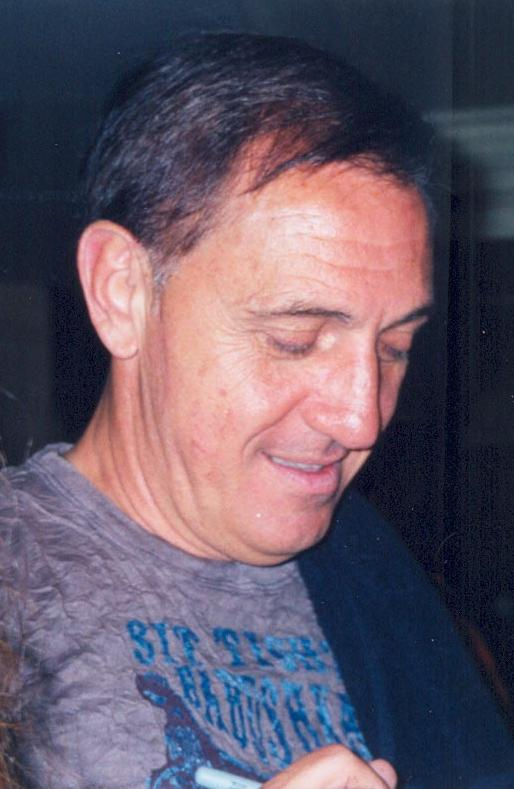
Hotel Sheraton, Ciudad de México, mayo de 2006

El 26 de septiembre de 2006, el cantante lanza el disco Mil y una historias, el cual es una recopilación de las canciones más significativas de la carrera del artista interpretadas en vivo después de la larga gira promocional por Iberoamérica con motivo de promoción de su disco Stop. En este disco destacan éxitos como «Te veo venir soledad» a dúo con Alejandro Fernández, «Ay Dios» a dúo con Diego el Cigala y «Traigo una pena» con Oscar D'León, además de la canción inédita grabada en estudio que se promocionó como el primer sencillo, «Tengo». El álbum recibió una nominación al premio Grammy Latino al mejor álbum vocal pop masculino, el cual fue grabado en el Teatro Teresa Carreño de Caracas. El álbum recibió certificación de disco de platino y oro por la venta de 150 mil copias en México.
Wisin & Yandel en su álbum Wisin vs. Yandel: los extraterrestres, publicado el 6 de noviembre de 2007, incluyeron el sencillo promocional Oye, ¿dónde está el amor?, una canción de la autoría de Franco de Vita y grabada en su álbum Stop (2004). De Vita participó en la canción y en el video promocional.
En 2008 fue uno de los artistas invitados al Festival de Viña del Mar. Su destacada actuación le permitió obtener todos los premios Antorcha de plata, Antorcha de oro y Doble gaviota de plata, que fueron otorgados por el llamado "Monstruo" de la Quinta Vergara; siendo el artista más aclamado de la noche.
El 23 de septiembre de 2008 lanza al mercado Simplemente la verdad, nombre de su siguiente álbum de estudio en el cual celebra sus 25 años de carrera artística. Este disco fue su primer trabajo en estudio luego de cuatro años. Fue grabado en diferentes estudios de España, Puerto Rico y Miami en las cuales el cantante se rodeó de un equipo de músicos y colaboradores de prestigio internacional. Contiene nueve canciones inéditas y una nueva versión de la canción «Palabras Del Corazón», que hizo parte de su disco Segundas Partes También Son Buenas. El álbum resulta un trabajo que gira en torno a dos temas: el amor y la verdad. Los sencillos del álbum fueron «Mi sueño», «No se olvida» y «Cuando tus ojos me miran». El álbum logra el cuarto puesto del Billboard Latin Pop Albums y el puesto catorce del Billboard Top Latin Albums.
En 2009 gana el Premios Billboard de la música latina y el Premio Lo Nuestro por el tema «Un buen perdedor», junto al grupo regional mexicano K-Paz de la Sierra en la categoría colaboración del año, dúo o grupo.

#### 2011-2014:En primera filayVuelve en primera fila

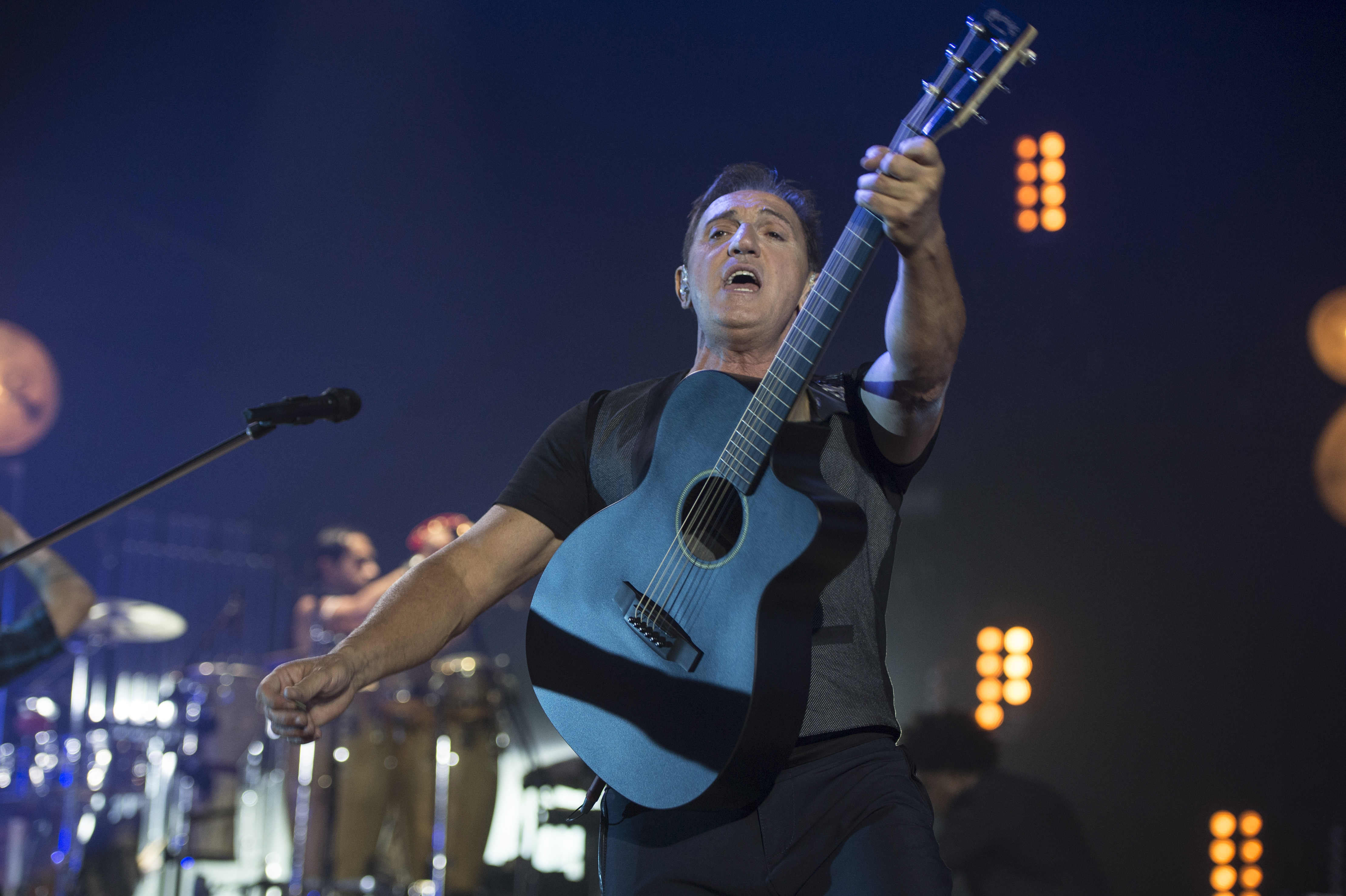
Franco de Vita en 2013

Tres años después se anuncia el nuevo trabajo discográfico del cantante, el álbum Franco De Vita en Primera Fila, lanzado el 31 de mayo de 2011, perteneciente a la serie de conciertos promovidos por Sony Music que tienen como concepto grabar actuaciones en vivo de artistas latinoamericanos ante una pequeña audiencia en un ambiente íntimo, similar a los MTV unplugged.
El álbum fue grabado en los estudios Comtel en Miami ante unos 250 invitados rodeados de cámaras de televisión junto a una banda de quince músicos. Incluyó invitados como la roquera mexicana Alejandra Guzmán con quien grabó el sencillo promocional «Tan solo tú», el salsero puertorriqueño Gilberto Santa Rosa, el disuelto dúo Sin Bandera integrado por el mexicano Leonel García y el argentino Noel Schajris, el colombiano Santiago Cruz y la argentina Soledad entre otros.
Este álbum obtuvo cinco nominaciones a los Premios Grammy Latinos, ganando en dos categorías, mejor video versión larga, correspondiente al DVD del concierto que se grabó en Miami y como mejor álbum pop masculino. El tema «Tan solo tú» debutó en el puesto veinte del Billboard Hot Latin Songs.
El disco obtuvo un total de cuatro certificados de platino. A nivel de ventas alcanzó 150 000 en México según Amprofon, 100 000 en Argentina, más de 50 000 en Estados Unidos y sobrepasa las 250 000 copias vendidas en su natal Venezuela.
En 2012 aparece en el disco Viva Duets del legendario Tony Bennett, interpretando juntos el tema «The good life». En el disco participaron otras estrellas latinas como Romeo Santos, Marc Anthony, Chayanne, Thalía, Cristian Castro, Christina Aguilera, Juan Luis Guerra, Sin Bandera, Vicente Fernández, Vicentico y Gloria Estefan, entre otros.
También en 2012 reedita el tema Tan solo tú con la española Natalia Jiménez y Si tú no estas con Amaia Montero. Además gana el premio Cadena Dial en España y es nominado al premio Lo Nuestro como artista pop masculino del año.
En 2013 se convierte en el primer artista que graba una segunda parte de los especiales En primera fila, y se titula Vuelve en primera fila . De Vita ha declarado que no fue fácil convencer a Sony Music para repetir la experiencia, pero que su repertorio era extenso y muchas canciones se habían quedado afuera del disco anterior.
La grabación de este concierto se llevó a cabo en los estudios Churubusco de Ciudad de México, bajo la producción ejecutiva de César Pulido y Alegría Corp. El álbum salió en formato de CD+DVD y está disponible en internet, en una compra que incorpora un libro electrónico con todos los detalles de la grabación.
En total son veintidós temas, trece colaboraciones y se estrenaron cuatro canciones. «Te pienso sin querer» es el sencillo promocional a dúo con Gloria Trevi. Los otros temas inéditos fueron «Y tú te vas» con Carlos Rivera, «Y ahora qué» y «A medio vivir» con Gianmarco.
2016-presente: Libre
En diciembre de 2016 lanza a la venta Libre, que es su nuevo trabajo de estudio, desde Simplemente La Verdad lanzado en 2008, incluye 12 canciones y tres colaboraciones, su primer sencillo fue titulado "Libre", una canción que tiene como significado: salvar a Venezuela, su segundo sencillo "¿Dónde Está La Vida?", alcanzó popularidad en Latinoamérica y España. El tercer y último sencillo "Ya No Te Creo" alcanzó popularidad en radios de Latinoamérica.

## Giras

### 2006-2008: GiraMil y un historias
En 2006 inició la gira Mil y un historias Tour, hecha para promover su álbum de estudio Stop, lanzado el 4 de mayo de 2004. Tuvo una duración aproximada de dos años. La gira contó con la participación de diversos artistas invitados como Carlos Baute. En 2006, se graba un CD/DVD, en donde se muestran los conciertos dados en Caracas, pertenecientes a esta gira. El álbum Mil y un historias logró una nominación a los Premios Grammy Latinos como mejor álbum pop masculino y mejor vídeo versión larga.

### 2009-2010: GiraSimplemente la verdad
En 2009 da inició a su gira Simplemente la verdad Tour, promocionando el álbum de estudio Simplemente la verdad, lanzado el 23 de septiembre de 2008. La gira duró dos años, al igual que su gira anterior.
En el transcurso de esta gira con la que el artista venezolano ha querido celebrar sus primeros 25 años de carrera, De Vita realizó 60 conciertos para más de medio millón de personas en países como Italia, Portugal, España, Estados Unidos y América Latina.

### 2011-2012: GiraMira más allá
En 2011 dio inicio a su gira Mira más allá Tour que promociona la producción en vivo En primera fila. Su gira fue acompañada por más de seiscientos mil fanáticos en sus conciertos, además de la presencia de varios artistas invitados.
En esta gira consigue presentarse en lugares míticos como el Radio City Music Hall en Nueva York, en el Movistar Arena en Santiago de Chile, los estadios Luna Park y Orfeo en Argentina y el teatro Circo Price en España. La segunda parte de la gira inició el 9 de febrero de 2012 en Guayaquil, Ecuador y tuvo su cierre el 10 de junio de 2012 en Caracas, Venezuela.

### 2014-2015: GiraVuelve en primera fila
El 30 de enero de 2014 comenzó en San Luis Potosí, el "Tour México 2014" que recorrió ocho ciudades en México y que se desprende de su nueva gira musical titulada "Vuelve en Primera fila Tour".
En el concierto otorgado en la Ciudad de México en el Arena Ciudad de México el 31 de enero de 2014, el cantante venezolano estuvo acompañado de diversos cantantes que lo acompañaron en el lanzamiento del disco, junto a Gloria Trevi interpretó su sencillo «Te pienso sin querer», con Leonel García interpretó «Si la ves», el tema «No basta» fue interpretado a dueto con el cantante Samo, Cristian Castro, Grupo Bronco, Carlos Rivera lo acompañó en el segundo sencillo del álbum titulado «Y tú te vas», junto al colombiano Gusi interpretó «Ya lo había vivido», finalmente interpretó junto a Gian Marco el tema «A medio vivir».

## Discografía
| - 1984: Franco de Vita - 1986: Fantasía - 1988: Al norte del sur - 1990: Extranjero - 1992: Isto É América (en portugués) - 1993: Extranjero (en italiano) - 1993: Voces a mi alrededor - 1996: Fuera de este mundo - 1999: Nada es igual - 2002: Segundas partes también son buenas - 2004: Stop - 2008: Simplemente la verdad - 2016: Libre - 1992: En vivo marzo 16 - 2006: Mil y una historias en vivo - 2011: En primera fila - 2013: Vuelve en primera fila - 1993: Colección suprema - 1995: Diez años Vol.1-4 - 1995: Éxitos de colección Vol.1 - 1996: Grandes éxitos Vol.2 - 1999: 20° aniversario - 2000: Serie millennium 21 - 2000: Sus mejores éxitos - 2001: Serie 32 - 2001: Mis 30 mejores canciones - 2002: 22 Ultimate Hits - 2003: 18 éxitos de Franco de Vita - 2005: Franco de Vita: Colección de Oro - 2006: Hits - 2008: Celebridades - 2010: Mis Favoritas (publicado por la casa Sony Entertainment. Consta de un CD recopilatorio y una copia del DVD de Mil y Una Historias en Vivo) - 2015: Personalidad | - «Nada se compara a ti» (con Carlos Baute) - «Qué fue de nuestra vida» (con Carlos Rivera) - «Días de junio» (con Yordano) - «Sólo palabras» (con Frankie Valli) - «Un buen perdedor» (con Frank Quintero) - «Será» (con Jorge Celedón) - «El aguacate» (con Juan Fernando Velasco) - «Hoy ya me voy» (con Kany García) - «Libérame» (con Kiara) - «Un buen perdedor» (con K-Paz de la Sierra) - «Acércate» (con Malanga) - «Cántame» (con Mercedes Sosa) - «Un buen perdedor» (con Mijares) - «Cuando tus ojos me miran» (con NG2) - «Y nos quisimos» (con Reyli Barba) - «Si nos dejan» (con Rocío Dúrcal) - «Ciudad bendita» (con Roque Valero) - «The good life» (con Tony Bennett) - «Cómo se llega a Belén» (con Voz Veis) - «Oye, ¿Dónde está el amor?» (con Wisin & Yandel) - «Te Extraño» (con Wisin) - «Por última vez » (con Debi Nova) - «Ay dios » (con Olga Tañon) - «Tan solo tu» (con Alejandra Guzmán) - «Si la ves» (con Noel Schajris y Leonel García) - «Desde el principio» (con Rosario Flores) - «Si tú no estás» (con Amaia Montero) - «Tan solo tu» (con Natalia Jiménez) - «Te pienso sin querer» (con Gloria Trevi) - «El niño» (con Alejandro Sanz) - «La niña» (con Laura Pausini) - «Dormir con niño» (con La Arrolladora Banda El Limón) - «Dormir con niña» (con La Arrolladora Banda El Limón) - «Como lo hice yo» (con Sandro) - «Ya lo se que tu te vas» (con Juan Gabriel) - 1984: «No hay cielo» (Telenovela La fiera) - 1985: «Un buen perdedor» (Telenovela Cristal) - 1986: «Sólo importas tú» (Telenovela La dama de rosa) - 1992: «Será» (Telenovela La Pantera) - 1999: «Si tú no estas» (Telenovela La guerra de las rosas) - 2000: «Traigo una pena» (Telenovela Hay amores que matan) - 2005: «Tú de que vas» (Telenovela La otra mitad del sol) - 2006: «Ciudad Bendita» (Telenovela Ciudad Bendita) - 2008: «Palabras del corazón» (Telenovela Torrente, un torbellino de pasiones) - 2009: «No se olvida» (Telenovela Un esposo para Estela) |